# Sonate pour piano no 62 de Joseph Haydn

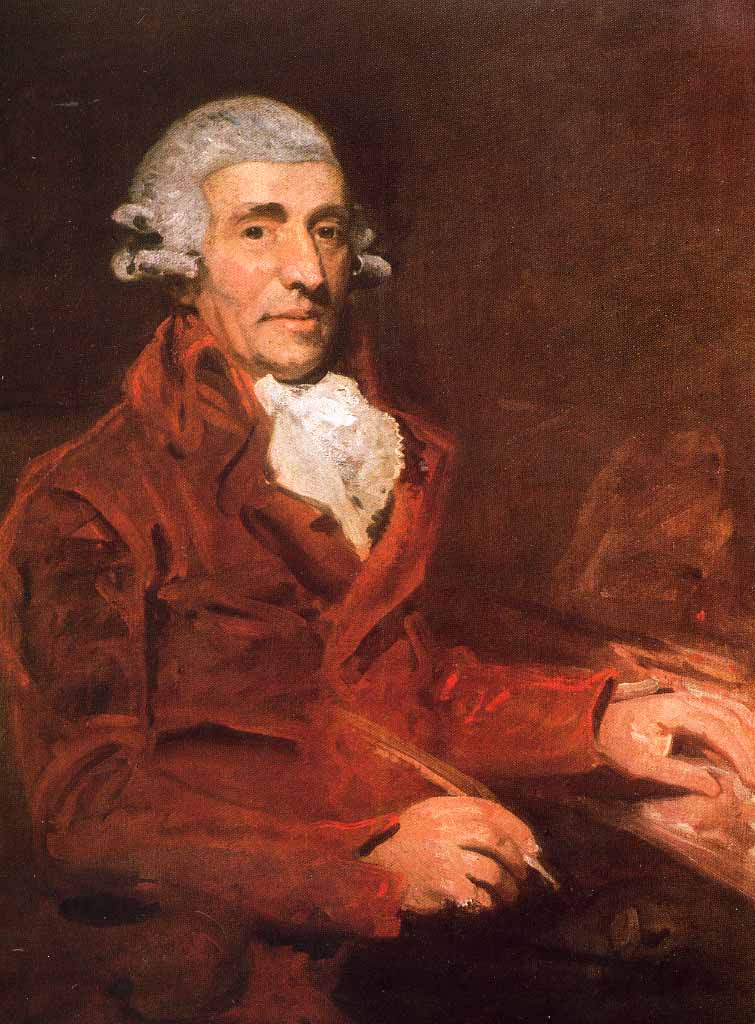
Joseph Haydn

La Sonate pour piano no 62 Hob.XVI.52 en mi bémol majeur est l'ultime sonate pour pianoforte de Joseph Haydn. Composée en 1794, sa force lyrique et sa modernité annoncent tout autant Beethoven que le  romantisme du XIXe siècle pianistique.

## Structure
1. Allegro
2. Adagio en mi majeur
3. Finale: Presto

## Source
- François-René Tranchefort, Guide de la musique de piano et clavecin éd. Fayard 1987 p. 406  (ISBN 2-213-01639-9)